# Богачёва, Клавдия Алексеевна
Клавдия Алексеевна Богачёва (Богачёв Николай, 1890—1961) — гренадер, участник Первой мировой войны, кавалер Георгиевского креста 4-й степени.

## Биография
Родилась 20 марта (2 апреля по новому стилю) 1890 года в селе Новорепное Новоузенского уезда Самарской губернии (ныне — в Ершовском районе Саратовской области) в многодетной крестьянской семье.
Перед Первой мировой войной Клавдия приехала в Москву к своей двоюродной тетке, желая там учиться. С началом войны решила пойти на курсы медсестер, но из-за большого наплыва желающих туда не попала. Получив каким-то образом документы на имя Богачева Николая, коротко постригшись и переодевшись в мужскую одежду, добровольцем через призывной пункт отправилась на фронт. 6 марта 1915 года её зачислили в 10-ю роту 3-го гренадерского Перновского полка. В составе 1-й гренадерской дивизии Гренадерского корпуса полк участвовал в операциях 4-й армии на Юго-Западном фронте. Была удостоена наград: «За отличие, оказанное в бою 20-го апреля 1915 г., награждён Георгиевской медалью 4 степени за № 299694», «За разведку 12-го ноября 1915 г. награждён Георгиевским крестом 4 ст. за № 148904 и переименован в ефрейторы».
Только в марте 1916 года во время медицинского осмотра было обнаружено, что этот гренадер-доброволец на самом деле является девицей и Клавдию исключили из полка: «При медицинском осмотре Богачёв Николай оказался девицей-крестьянкой с. Новорепного Новоузенского уезда Самарской губернии Клавдией Алексеевной Богачевой и исключен из списков полка 20 марта 1916 г.». Вернувшись в Москву, в конце 1916 года она поступила в фельдшерско-акушерскую школу доктора Г. Л. Рогинского, через два месяца успешно окончила её и до конца Первой мировой войны служила сестрой милосердия в прифронтовых госпиталях (III подвижной хирургический госпиталь Всероссийского Земского Союза, 153-й эвакуационный пункт в Бобруйске, 1170-й полевой подвижной госпиталь 4-й стрелковой дивизии).
В апреле 1922 года Клавдия Алексеевна вышла замуж за Ивана Авксентьевича Гриневича и, уволившись с медицинской службы, вернулась в Москву. Была домохозяйкой, занималась рукоделием, некоторое время болела туберкулезом, к которому добавилась гипертония. Умерла Клавдия Алексеевна Гриневич 22 мая 1961 года в Москве. Была похоронена на Ваганьковском кладбище.